# ナショナルサッカー選手権大会
ナショナルサッカー選手権大会（韓: 내셔널축구선수권대회、ナショナル・チュック・ソンスグォン・デフェ、英: Korea National League Championship）は、かつて存在した韓国のセミプロサッカーリーグであるナショナルリーグのリーグカップ戦である。韓国実業サッカー連盟によって主催された。

## 概要
1991年に創設された全国実業サッカー選手権大会を前身とする。2003年のK2リーグ発足後、2004年と2005年にK2サッカー選手権大会の名称で開催され、リーグ名が2006年にナショナルリーグに改称されてからはナショナルサッカー選手権大会の名称で開催された。参加チームは基本的にナショナルリーグ参加クラブのみであるが、アマチュアチームなどが招待参加する年度もあった。
2020年からナショナルリーグと旧K3リーグアドバンスを統合する形で新K3リーグが発足したことにより、韓国実業サッカー連盟が解散したため、ナショナルサッカー選手権大会は2019年限りで終了となった。

## 大会方式
ホーム・アンド・アウェー方式ではなく、参加チームがひとつの地域に集まって試合を行う集中開催方式で行われた。予選ラウンドはグループ内で総当たり形式で対戦し、グループ上位チームが決勝ラウンドに進む。決勝ラウンドは1試合制のノックアウト方式で行われて優勝チームを決定する。
初年度である2004年は予選グループ4組に分かれて、各グループ1位の4チームによって準決勝と決勝戦が行われたが、2006年からは各グループ上位2チームが決勝ラウンドに進出して8チームで準々決勝、準決勝、決勝戦が行われるように変更された。なお、2006年大会は招待チームを含む最多の16チームが参加した。
Kリーグチャレンジが新設されてナショナルリーグの参加クラブが減った2013年以降は、予選グループを2組に減らして、4チームで準決勝と決勝戦を行うように変更された。

## 歴代スポンサー
| 年度 | スポンサー              | 公式大会名                                                                                            | 開催地 |
| ---- | ----------------------- | --- | ------ |
| 2004 | なし                    | 2004 K2サッカー選手権大会 （2004 K2 축구선수권대회）                                                  | 南海郡 |
| 2005 | ライフサイエンス企業STC | ライフサイエンス企業STCカップ 2005 K2サッカー選手権大会 （생명과학기업 STC컵 2005 K2 축구선수권대회） | 華川郡 |
| 2006 | 国民銀行                | KB国民銀行カップ 2006 ナショナルサッカー選手権大会 （KB국민은행컵 2006 내셔널축구선수권대회）         | 南海郡 |
| 2007 | 韓国水力原子力          | 韓国水力原子力㈱ 2007 ナショナルサッカー選手権大会 （한국수력원자력㈜ 2007 내셔널축구선수권대회）     | 楊口郡 |
| 2008 | 韓国水力原子力          | 韓国水力原子力㈱ 2008 ナショナルサッカー選手権大会 （한국수력원자력㈜ 2008 내셔널축구선수권대회）     | 楊口郡 |
| 2009 | 国土正中央楊口          | 国土正中央 楊口 2009 ナショナルサッカー選手権大会 （국토정중앙 양구 2009 내셔널축구선수권대회）       | 楊口郡 |
| 2010 | 三星生命                | 三星生命 2010 ナショナルサッカー選手権大会 （삼성생명 2010 내셔널축구선수권대회）                     | 東海市 |
| 2011 | KB金融グループ          | KB金融グループ 2011 ナショナルサッカー選手権大会 （KB금융그룹 2011 내셔널축구선수권대회）             | 昌原市 |
| 2012 | ウリィ銀行              | ウリィ銀行 2012 ナショナルサッカー選手権大会 （우리은행 2012 내셔널축구선수권대회）                   | 楊口郡 |
| 2013 | 韓国水力原子力          | 韓国水力原子力㈜ 2013 ナショナルサッカー選手権大会 （한국수력원자력㈜ 2013 내셔널축구선수권대회）     | 楊口郡 |
| 2014 | ハナ銀行                | ハナ銀行 2014 ナショナルサッカー選手権大会 （하나은행 2014 내셔널축구선수권대회）                     | 楊口郡 |
| 2015 | 三星生命                | 三星生命 2015 ナショナルサッカー選手権大会 （삼성생명 2015 내셔널축구선수권대회）                     | 楊口郡 |
| 2016 | 仁川国際空港            | 仁川国際空港 2016 ナショナルサッカー選手権大会 （인천국제공항 2016 내셔널축구선수권대회）             | 蔚山市 |

出典：

## 歴代優勝チーム
2002年までの実業サッカー選手権大会の優勝チームについては全国実業サッカー選手権大会を参照。
| 年度 | 優勝               | 準優勝             |
| ---- | ------------------ | ------------------ |
| 2004 | 蔚山現代尾浦造船   | 水原支庁           |
| 2005 | 水原支庁           | 警察庁             |
| 2006 | 昌原市庁           | 蔚山現代尾浦造船   |
| 2007 | 水原支庁           | 高揚国民銀行       |
| 2008 | 大田韓国水力原子力 | 安山ハレルヤ       |
| 2009 | 高揚国民銀行       | 大田韓国水力原子力 |
| 2010 | 釜山交通公社       | 蔚山現代尾浦造船   |
| 2011 | 蔚山現代尾浦造船   | 昌原市庁           |
| 2012 | 水原支庁           | 蔚山現代尾浦造船   |
| 2013 | 仁川コレイル       | 天安市庁           |
| 2014 | 慶州韓国水力原子力 | 江陵市庁           |
| 2015 | 大田コレイル       | 蔚山現代尾浦造船   |
| 2016 | 蔚山現代尾浦造船   | 大田コレイル       |
| 2017 | 昌原市庁           | 天安市庁           |
| 2018 | 大田コレイル       | 慶州韓国水力原子力 |
| 2019 | 慶州韓国水力原子力 | 江陵市庁           |

出典：